# Шура (Немировский район)
Шура (укр. Шура) — село на Украине, находится в Немировском районе Винницкой области.
Код КОАТУУ — 0523087204. Население по переписи 2001 года составляет 55 человек. Почтовый индекс — 22883. Телефонный код — 4331.
Занимает площадь 0,764 км².

## Адрес местного совета
22883, Винницкая область, Немировский р-н, с. Скрицкое